# Paus (bier)
Paus is een Belgisch bier. Het wordt gebrouwen door Brouwerij Anders! te Halen voor Brouwerij De Lelie uit Vosselaar.

## Achtergrond
Brouwerij De Lelie werd in 1907 opgericht door Florimond De Jongh. De brouwerij bevond zich in het centrum van Vosselaar, op de Cingel naast de kerk. In 1922 nam Jan Dresselaers brouwerij De Lelie over. Dit gebeurde met de financiële steun van zijn schoonvader. Vandaar dat we op de oudere etiketten onder de naam “De Lelie” ook de initialen “D&W” of “Dresselaers en Wouters” kunnen lezen.
Later volgde zoon René zijn vader op. Er werden kwaliteitsbieren van hoge gisting gebrouwen waarvan Paus en Pater de bekendste waren. Uiteindelijk werd in 1952 de productie stopgezet.
In 2008 werd onder impuls van de vzw Brouwerij De Lelie het Pausbier nieuw leven ingeblazen.

## Het bier
Paus is een goudblond degustatiebier van hoge gisting met een alcoholpercentage van 8,5%. Het bier heeft een gecorseerde bitterheid, waarin de geur en de smaak van de hop overheersen. Het wordt in evenwicht gebracht door een moutige fruitigheid en heeft een zeer lange, hoppige afdronk.
Het bier is verkrijgbaar in flessen van 33 en 75 cl. 